# Chasing the Sun (album, Chris Bay)
Chasing the Sun je debutové sólové studiové album německého hudebníka Chrise Baye, známého jako zpěváka a kytaristu skupiny Freedom Call. Vydáno bylo 23. února 2018 prostřednictvím společnosti SPV GmbH. Sólovou nahrávku se Bay rozhodl vydat z důvodu velkého množství napsaných písní, které se nehodí do repertoáru jeho kapely. Nahrávání alba probíhalo během jara 2017 v Bayově vlastním studiu, přičemž celou desku tento hudebník nahrál a zprodukoval sám.

## Seznam skladeb
| Pořadí         | Název                       | Délka |
| -------------- | --------------------------- | ----- |
| 1.             | Flying Hearts               | 3:17  |
| 2.             | Light My Fire               | 3:42  |
| 3.             | Move On                     | 4:07  |
| 4.             | Radio Starlight             | 3:50  |
| 5.             | Silent Cry                  | 3:56  |
| 6.             | Hollywood Dancer            | 3:20  |
| 7.             | Keep Waiting                | 3:46  |
| 8.             | Misty Rain                  | 3:59  |
| 9.             | Where Waters Flow in Heaven | 4:20  |
| 10.            | Bad Boyz                    | 3:20  |
| 11.            | Love Will Never Lie         | 3:52  |
| Celková délka: | Celková délka:              | 41:24 |